# Balázs Borbély
Pour les articles homonymes, voir Balázs.
Balázs Borbély est un footballeur international slovaque né le 2 octobre 1979 à Dunajská Streda reconverti entraîneur.

## Palmarès

### Avec l'Artmedia Petržalka
- Champion de Slovaquie : 2005 et 2008
- Vainqueur de la Coupe de Slovaquie : 2004